# Étoutteville
Étoutteville és un municipi francès situat al departament del Sena Marítim i a la regió de Normandia. L'any 2007 tenia 604 habitants.

## Demografia

### Població
El 2007 la població de fet d'Étoutteville era de 604 persones. Hi havia 209 famílies de les quals 31 eren unipersonals (12 homes vivint sols i 19 dones vivint soles), 62 parelles sense fills, 108 parelles amb fills i 8 famílies monoparentals amb fills.
La població ha evolucionat segons el següent gràfic:
Habitants censats

### Habitatges
El 2007 hi havia 219 habitatges, 203 eren l'habitatge principal de la família, 11 eren segones residències i 6 estaven desocupats. 213 eren cases i 6 eren apartaments. Dels 203 habitatges principals, 167 estaven ocupats pels seus propietaris, 33 estaven llogats i ocupats pels llogaters i 3 estaven cedits a títol gratuït; 1 tenia una cambra, 10 en tenien dues, 16 en tenien tres, 44 en tenien quatre i 131 en tenien cinc o més. 177 habitatges disposaven pel capbaix d'una plaça de pàrquing. A 86 habitatges hi havia un automòbil i a 110 n'hi havia dos o més.

### Piràmide de població
La piràmide de població per edats i sexe el 2009 era:
| Homes | Edats   | Dones |
| ----- | ------- | ----- |
| 0     | 95 o +  | 0     |
| 0     | 90 a 94 | 0     |
| 4     | 85 a 89 | 8     |
| 4     | 80 a 84 | 0     |
| 4     | 75 a 79 | 8     |
| 8     | 70 a 74 | 4     |
| 20    | 65 a 69 | 16    |
| 8     | 60 a 64 | 12    |
| 8     | 55 a 59 | 8     |
| 16    | 50 a 54 | 12    |
| 20    | 45 a 49 | 4     |
| 4     | 40 a 44 | 16    |
| 24    | 35 a 39 | 24    |
| 16    | 30 a 34 | 16    |
| 24    | 25 a 29 | 8     |
| 12    | 20 a 24 | 12    |
| 16    | 15 a 19 | 4     |
| 16    | 10 a 14 | 16    |
| 28    | 5 a 9   | 20    |
| 16    | 0 a 4   | 8     |

## Economia
El 2007 la població en edat de treballar era de 391 persones, 293 eren actives i 98 eren inactives. De les 293 persones actives 274 estaven ocupades (153 homes i 121 dones) i 21 estaven aturades (9 homes i 12 dones). De les 98 persones inactives 33 estaven jubilades, 42 estaven estudiant i 23 estaven classificades com a «altres inactius».

### Ingressos
El 2009 a Étoutteville hi havia 224 unitats fiscals que integraven 670,5 persones, la mediana anual d'ingressos fiscals per persona era de 17.849 €.

### Activitats econòmiques
Dels 9 establiments que hi havia el 2007, 1 era d'una empresa de fabricació d'altres productes industrials, 4 d'empreses de construcció, 2 d'empreses de comerç i reparació d'automòbils i 2 d'empreses classificades com a «altres activitats de serveis».
Dels 4 establiments de servei als particulars que hi havia el 2009, 1 era un paleta, 1 guixaire pintor i 2 fusteries.
L'any 2000 a Étoutteville hi havia 25 explotacions agrícoles que ocupaven un total de 756 hectàrees.

## Equipaments sanitaris i escolars
El 2009 hi havia una escola elemental integrada dins d'un grup escolar amb les comunes properes formant una escola dispersa.

## Poblacions més properes
El següent diagrama mostra les poblacions més properes.